# Championnat d'Europe féminin de volley-ball des moins de 18 ans 2013
Navigation
Ankara 2011 2015
Le 10e Championnat d'Europe féminin de volley-ball des moins de 18 ans se déroulera du 29 mars au 7 avril 2013 à Bar (Monténégro) et Kladovo (Serbie).

## Équipes présentes
| - Monténégro (coorganisateur) - Serbie (coorganisateur) - Turquie (Vainqueur du Championnat d'Europe 2011) - Italie (1er Poule A TQCE) - Allemagne (1er Poule B TQCE) - Pologne (1er Poule C TQCE) | - Slovénie (1er Poule D TQCE) - France (1er Poule E TQCE) - Russie (2e Poule A TQCE) - Tchéquie (2e Poule B TQCE) - Pays-Bas (2e Poule C TQCE) - Grèce (2e Poule E TQCE) |

### Classement des poules de qualification
| Poule A                                                                            | Poule B                                                                           | Poule C                                                                               | Poule D                                                                                  | Poule E                                                                               |
| ---------------------------------------------------------------------------------- | --------------------------------------------------------------------------------- | ------------------------------------------------------------------------------------- | ---------------------------------------------------------------------------------------- | ------------------------------------------------------------------------------------- |
| Site : Moscou 1. Italie 2. Russie 3. Belgique 4. Biélorussie 5. Norvège 6. Estonie | Site : Brno 1. Allemagne 2. République tchèque 3. Hongrie 4. Portugal 5. Lituanie | Site : Loutsk 1. Pologne 2. Pays-Bas 3. Autriche 4. Ukraine 5. Lettonie 6. Angleterre | Site : Nova Gorica 1. Slovénie 2. Roumanie 3. Bulgarie 4. Slovaquie 5. Croatie 6. Israël | Site : Néa Ionía 1. France 2. Grèce 3. Finlande 4. Espagne 5. Azerbaïdjan 6. Danemark |

## Tour préliminaire

### Composition des groupes
| Poule 1                                                      | Poule 2                                                        |
| ------------------------------------------------------------ | -------------------------------------------------------------- |
| Site : Bar Monténégro Slovénie Pologne Italie Grèce Tchéquie | Site : Kladovo Serbie Turquie France Allemagne Pays-Bas Russie |

### Poule 1
| # | Équipe     | Pts | J | G | Gt | Pt | P | Sp | Sc | Ratio | Pp  | Pc  | Ratio |
| 1 | Italie     | 14  | 5 | 4 | 1  | 0  | 0 | 15 | 2  | 7.5   | 406 | 290 | 1.4   |
| 2 | Pologne    | 9   | 5 | 2 | 1  | 1  | 1 | 12 | 10 | 1.2   | 490 | 449 | 1.091 |
| 3 | Grèce      | 8   | 5 | 2 | 1  | 0  | 2 | 10 | 10 | 1     | 436 | 443 | 0.984 |
| 4 | Slovénie   | 8   | 5 | 2 | 0  | 2  | 1 | 10 | 10 | 1     | 409 | 373 | 1.097 |
| 5 | Tchéquie   | 6   | 5 | 2 | 0  | 0  | 3 | 8  | 11 | 0.727 | 400 | 447 | 0.895 |
| 6 | Monténégro | 0   | 5 | 0 | 0  | 0  | 5 | 3  | 15 | 0.2   | 289 | 428 | 0.675 |

### Poule 2
| # | Équipe    | Pts | J | G | Gt | Pt | P | Sp | Sc | Ratio | Pp  | Pc  | Ratio |
| 1 | Turquie   | 15  | 5 | 5 | 0  | 0  | 0 | 15 | 3  | 5     | 437 | 365 | 1.197 |
| 2 | Serbie    | 10  | 5 | 3 | 0  | 1  | 1 | 11 | 8  | 1.375 | 415 | 398 | 1.043 |
| 3 | Allemagne | 7   | 5 | 1 | 2  | 0  | 2 | 11 | 11 | 1     | 498 | 474 | 1.051 |
| 4 | Russie    | 7   | 5 | 2 | 0  | 1  | 2 | 10 | 11 | 0.909 | 453 | 456 | 0.993 |
| 5 | Pays-Bas  | 6   | 5 | 2 | 0  | 0  | 3 | 8  | 11 | 0.727 | 393 | 434 | 0.906 |
| 6 | France    | 0   | 5 | 0 | 0  | 0  | 5 | 4  | 15 | 0.267 | 392 | 461 | 0.85  |

## Tour final

### Classement 5-8
|  | Tour de classement                     | Tour de classement          |          |   | 5e place                                | 5e place                                |
|  | Tour de classement                     | Tour de classement          |          |   | 5e place                                | 5e place                                |
|  |                                        |                             |          |   |                                         |                                         |
|  | 06.04.13, 25-21 25-21 25-21            | 06.04.13, 25-21 25-21 25-21 |          |   | 07.04.13, 25-21 25-17 24-26 17-25 15-10 | 07.04.13, 25-21 25-17 24-26 17-25 15-10 |
|  | 06.04.13, 25-21 25-21 25-21            | 06.04.13, 25-21 25-21 25-21 |          |   | 07.04.13, 25-21 25-17 24-26 17-25 15-10 | 07.04.13, 25-21 25-17 24-26 17-25 15-10 |
|  | Grèce                                  | 3                           |          |   | 07.04.13, 25-21 25-17 24-26 17-25 15-10 | 07.04.13, 25-21 25-17 24-26 17-25 15-10 |
|  | Grèce                                  | 3                           |          |   | 07.04.13, 25-21 25-17 24-26 17-25 15-10 | 07.04.13, 25-21 25-17 24-26 17-25 15-10 |
|  | Russie                                 | 0                           |          |   | 07.04.13, 25-21 25-17 24-26 17-25 15-10 | 07.04.13, 25-21 25-17 24-26 17-25 15-10 |
|  | Russie                                 | 0                           | Grèce    | 3 |                                         |                                         |
|  | 06.04.13, 19-25 25-16 18-25 15-25      |                             | Grèce    | 3 |                                         |                                         |
|  |                                        | Slovénie                    | 2        |   |                                         |                                         |
|  | Allemagne                              | Slovénie                    | 2        | 1 |                                         |                                         |
|  | Allemagne                              |                             |          | 1 |                                         |                                         |
|  | Slovénie                               | 3                           |          |   |                                         |                                         |
|  | Slovénie                               | 3                           | 7e place |   |                                         |                                         |
|  |                                        |                             |          |   |                                         |                                         |
|  | 07.04.13, 24-26 23-25 25-22 25-22 9-15 |                             |          |   |                                         |                                         |
|  |                                        |                             |          |   |                                         |                                         |
|  | Russie                                 | 2                           |          |   |                                         |                                         |
|  | Russie                                 | 2                           |          |   |                                         |                                         |
|  | Allemagne                              | 3                           |          |   |                                         |                                         |
|  | Allemagne                              | 3                           |          |   |                                         |                                         |

### Classement 1-4
|  | Demi-finales                            | Demi-finales                      |                        |   | Finale                                  | Finale                                  |
|  | Demi-finales                            | Demi-finales                      |                        |   | Finale                                  | Finale                                  |
|  |                                         |                                   |                        |   |                                         |                                         |
|  | 06.04.13, 25-21 18-25 25-20 25-13       | 06.04.13, 25-21 18-25 25-20 25-13 |                        |   | 07.04.13, 25-21 25-17 19-25 25-27 16-18 | 07.04.13, 25-21 25-17 19-25 25-27 16-18 |
|  | 06.04.13, 25-21 18-25 25-20 25-13       | 06.04.13, 25-21 18-25 25-20 25-13 |                        |   | 07.04.13, 25-21 25-17 19-25 25-27 16-18 | 07.04.13, 25-21 25-17 19-25 25-27 16-18 |
|  | Italie                                  | 3                                 |                        |   | 07.04.13, 25-21 25-17 19-25 25-27 16-18 | 07.04.13, 25-21 25-17 19-25 25-27 16-18 |
|  | Italie                                  | 3                                 |                        |   | 07.04.13, 25-21 25-17 19-25 25-27 16-18 | 07.04.13, 25-21 25-17 19-25 25-27 16-18 |
|  | Serbie                                  | 1                                 |                        |   | 07.04.13, 25-21 25-17 19-25 25-27 16-18 | 07.04.13, 25-21 25-17 19-25 25-27 16-18 |
|  | Serbie                                  | 1                                 | Italie                 | 2 |                                         |                                         |
|  | 06.04.13, 23-25 17-25 25-19 25-21 11-15 |                                   | Italie                 | 2 |                                         |                                         |
|  |                                         | Pologne                           | 3                      |   |                                         |                                         |
|  | Turquie                                 | Pologne                           | 3                      | 2 |                                         |                                         |
|  | Turquie                                 |                                   |                        | 2 |                                         |                                         |
|  | Pologne                                 | 3                                 |                        |   |                                         |                                         |
|  | Pologne                                 | 3                                 | Match pour la 3e place |   |                                         |                                         |
|  |                                         |                                   |                        |   |                                         |                                         |
|  | 07.04.13, 22-25 23-25 15-25             |                                   |                        |   |                                         |                                         |
|  |                                         |                                   |                        |   |                                         |                                         |
|  | Serbie                                  | 0                                 |                        |   |                                         |                                         |
|  | Serbie                                  | 0                                 |                        |   |                                         |                                         |
|  | Turquie                                 | 3                                 |                        |   |                                         |                                         |
|  | Turquie                                 | 3                                 |                        |   |                                         |                                         |

## Classement final
| Place              | Équipe     |
| ------------------ | ---------- |
| Médaille d'or      | Pologne    |
| Médaille d'argent  | Italie     |
| Médaille de bronze | Turquie    |
| 4                  | Serbie     |
| 5                  | Grèce      |
| 6                  | Slovénie   |
| 7                  | Allemagne  |
| 8                  | Russie     |
| 9                  | Pays-Bas   |
| 10                 | Tchéquie   |
| 11                 | France     |
| 12                 | Monténégro |

## Distinctions individuelles
- MVP : Anastasia Guerra
- Meilleure marqueuse : Anthí Vasilantonáki
- Meilleure attaquante : Pelin Aroğuz
- Meilleure serveuse : Maja Aleksić
- Meilleure contreuse : Hande Baladın
- Meilleure passeuse : Eva Mori
- Meilleure libero : Marianna Maggipinto
- Meilleure réceptionneuse : Pola Nowakowska